# Neuquenopora carrerai
Neuquenopora carrerai is een mosdiertjessoort, de plaatsing in een familie is nog onzeker. De wetenschappelijke naam van de soort is voor het eerst geldig gepubliceerd in 2008 door Taylor, Lazo & Aguirre-Urreta.